# Batman (bande originale)
Cet article concerne la bande originale de Danny Elfman. Pour l'album de Prince, voir Batman (album).
Pour les articles homonymes, voir Batman (homonymie).
Albums de Danny Elfman
Beetlejuice
(1988) Cabal
(1990)
Bandes originales de Batman
Batman (album de Prince)
(1989)
Batman - Original Motion Picture Score, composée par Danny Elfman, est la bande originale instrumentale du film Batman réalisé par Tim Burton, tous deux sortis en 1989. Il existe également un autre album composé par Prince qui contient les chansons du film.

## Liste des titres
| 1.    | The Batman Theme           | Danny Elfman                 | 2:38 |
| 2.    | Roof Fight                 | Danny Elfman                 | 1:21 |
| 3.    | First Confrontation        | Danny Elfman                 | 4:45 |
| 4.    | Kitchen, Surgery, Face-Off | Danny Elfman                 | 3:09 |
| 5.    | Flowers                    | Danny Elfman                 | 1:50 |
| 6.    | Clown Attack               | Danny Elfman                 | 1:45 |
| 7.    | Batman To The Rescue       | Danny Elfman                 | 3:57 |
| 8.    | Roasted Dude               | Danny Elfman                 | 1:01 |
| 9.    | Photos / Beautiful Dreamer | Danny Elfman, Stephen Foster | 2:30 |
| 10.   | Descent Into Mystery       | Danny Elfman                 | 1:32 |
| 11.   | The Bat Cave               | Danny Elfman                 | 2:34 |
| 12.   | The Joker's Poem           | Danny Elfman                 | 0:58 |
| 13.   | Childhood Remembered       | Danny Elfman                 | 2:42 |
| 14.   | Love Theme                 | Danny Elfman                 | 1:29 |
| 15.   | Charge of the Batmobile    | Danny Elfman                 | 1:42 |
| 16.   | Attack of the Batwing      | Danny Elfman                 | 4:46 |
| 17.   | Up the Cathedral           | Danny Elfman                 | 5:06 |
| 18.   | Waltz to the Death         | Danny Elfman                 | 3:56 |
| 19.   | The Final Confrontation    | Danny Elfman                 | 1:16 |
| 20.   | Finale                     | Danny Elfman ,               | 1:46 |
| 21.   | Batman Theme Reprise       | Danny Elfman                 | 1:24 |
| 54:45 |                            |                              |      |

## Musiques additionnelles dans le film
- Outre les titres présents, sur l'album, on entend aussi les morceaux suivants [4] :
  - Theme From A Summer Place
    - Écrit par Max Steiner
    - Interprété par Percy Faith and His Orchestra
    - Avec l'Aimable Autorisation de CBS Records, Music Licensing Department

  - Beautiful Dreamer
    - Écrit par Stephen Foster
    - Interprété par Hill Bowen & Orchestra
    - Avec l'Aimable Autorisation de "CBS Special Products, un service de CBS Records, une division de CBS Records Inc."

  - There'll Be A Hot Time In The Old Town Tonight
    - Écrit par  Joe Hayden, Theo. A. Metz

  - Une petite musique de nuit (Sérénade N°13 en sol majeur "Eine kleine Nachtmusik" K. 525
    - Écrit par Wolfgang Amadeus Mozart